# Leaders of the New School
I Leaders of the New School erano un gruppo hip hop originario di Long Island, New York. Era formato da Charlie Brown, Dinco D, Busta Rhymes e Cut Monitor Milo. Debuttarono nel 1991 con l'album A Future Without a Past... e con il brano "Teachers, Don't Teach Us Nonsense". Il gruppo faceva parte dei Native Tongues, anche se soltanto come membro periferico. Il suo ultimo album fu T.I.M.E., pubblicato nel 1993 dopo la quale Busta Rhymes cominciò la sua carriera da solista.

## Storia

### Origini
Il gruppo si formò a Uniondale, New York e comprendeva Charlie Brown (nato Bryan Higgins il 19 settembre 1970), Dinco D (nato James Jackson il 4 novembre 1971), Monitor Milo (nato Sheldon Scott il 4 luglio 1970) e Busta Rhymes (nato Trevor Smith, Jr. il 20 maggio 1972).
La grande svolta avvenne quando comparvero nell'atto di apertura del gruppo hip hop Public Enemy. Fu Chuck D di Public Enemy a dare a Busta Rhymes e Charlie Brown i loro nomi d'arte. Il gruppo voleva inizialmente chiamarsi "Leaders of the New School", un nome che voleva essere usato anche da un altro gruppo hip hop che stava producendo con Hank Shocklee. Per stabilire chi avesse ottenuto il nome, secondo Busta Rhymes, Chuck D mandò i due gruppi a registrare un brano chiamato "Fuck the Old School", e il gruppo che secondo la Bomb Squad avesse ottenuto il risultato migliore avrebbe ricevuto il nome. Dopo che ottennero il nome, il gruppo rivale ricevette il nome Young Black Teenagers.
I Leaders of The New School fecero la loro prima apparizione in una compilation della Elektra Records intitolata Rubáiyát: Il 40º Anniversario di Elektra, con una canzone chiamata "Mt. Airy Groove". Era l'unica canzone hip hop di quell'album. I LONS si unirono presto al popolare collettivo hip hop dei Native Tongues, insieme ai Jungle Brothers, De La Soul, A Tribe Called Quest e Black Sheep.
Nel 1991, Busta Rhymes, Dinco D e Charlie Brown fecero un'apparizione come ospiti nel singolo di successo chiamato Scenario della A Tribe Called Quest e LONS si unì insieme a loro per eseguire il brano all'Arsenio Hall Show.

### Album del debutto
Il loro album di debutto, A Future Without a Past, venne pubblicato nel 1991. Incluse successi come "Case of the P.T.A.", "Sobb Story" e "The International Zone Coaster". L'album venne elogiato per i suoi contenuti spensierati ed emerse come una boccata d'aria fresca, presentando allo stesso tempo un ritorno alle rime della vecchia scuola e al rapping call-and-response.
Il secondo e ultimo album del gruppo è stato T.I.M.E. ("The Inner Mind's Eye"), uscito nel 1993, e ha dato vita ai singoli preferiti dai fan "What's Next" e "Classic Material".
Con il passare del tempo, i fan e la critica hanno cominciato a concentrarsi meno sui LONS come gruppo e più su Busta Rhymes come solista. Durante una famigerata apparizione nel programma televisivo Yo! MTV Raps, il gruppo ha avuto un litigio con il membro Charlie Brown che si è arrabbiato per l'eccessivo protagonismo di Rhymes. Il gruppo presto si divise, Charlie Brown, Dinco D e Milo ottennero un successo molto limitato a livello individuale mentre la popolarità di Busta Rhymes continuò ad aumentare.
Il gruppo fece un’apparizione nell’album di debutto di Rhymes “The Coming” del 1996 nella canzone “Keep It Movin” e fu l'ultima volta che collaborarono come gruppo. Nel luglio 2012 il gruppo si riunì durante la performance di Busta Rhymes al Brooklyn Hip-Hop Festival per esibirsi con tutta la Tribe Called Quest nei brani "Case of the P.T.A." e "Scenario".
Il gruppo si è poi riunito di nuovo nel 2015 con la canzone "We Home" dal mixtape di Busta Rhymes The Return Of The Dragon: The Abstract Went On Vacation.

### Reunion del gruppo
Il gruppo si riunì per due spettacoli nel 2012. Dinco D pubblicò il suo album di debutto da solista “Cameo Flows” il 4 novembre 2016. L'album presenta le apparizioni degli ex membri del gruppo Charlie Brown e Cut Monitor Milo.
Nel dicembre 2016, Dinco D e Charlie Brown hanno annunciato sul podcast The Library With Tim Einenkel che il gruppo stava lavorando insieme su del nuovo materiale ma non ha dato alcuna indicazione su quando sarebbe stato pubblicato. Nei mesi seguenti, Busta Rhymes ne parlò nei podcast N.O.R.E. & DJ EFN's Drink Champs.

## Discografia

### Album in studio
- 1991 – A Future Without a Past...
- 1993 – T.I.M.E.